# متحف محمود درويش
متحف محمود درويش هو متحفٌ فلسطيني تخليدًا للشاعر محمود درويش. أنشىء المتحف عام 2012 بعد أربعة سنوات من المرسوم الرئاسي بإنشاء مؤسسة محمود درويش من قبل الرئيس محمود عباس رئيس منظمة التحرير الفلسطينية.
ويعتبر المتحف مؤسسة وطنية غير ربحية، ويدار بواسطة مجلس أمناء ينبثق عنه مجلس تنفيذي ومدير للمتحف. وكان أول رئيس لمجلس الأمناء ياسر عبد ربه عضو اللجنة التنفيذية لمنظمة التحرير الفلسطينية.

## أهدافه
يهدف المتحف إلى المحافظة على جميع مكونات تراث الشاعر الراحل محمود درويش، والقيام بنشاطات ثقافية وأدبية وفنية وإنسانية وأكاديمية وخيرية وإعلامية، والإشراف على إقامة صرح ثقافي متعدد الأغراض في رام الله وإدارته. إضافةً إلى منح جائزة سنوية للإبداع في مجالات الثقافة والأدب تمنح لمثقفين وأدباء من فلسطين وخارجها.

## تصميمه
افتُتِح المتحف رسمياً في التاسع من آب لعام 2012 في الذكرى الرابعة لوفاة محمود درويش. صمّمه المهندس الفلسطيني جعفر طوقان ابن الشاعر إبراهيم طوقان.
تم زرعه بنباتات أُخِذت من كل المدن الفلسطينية. كما روعي في تصميم المتحف أن يكون ملائماً لذوي الاحتياجات الخاصة لاتاحة وصولهم لأي مرفق من مرافق المتحف بكل سهولة وقد صُمّم على شكل كتاب مفتوح بدفتين عنوانه محمود درويش.
يشكل المتحف مركزًا ثقافيًا في مدينة رام الله، ويضم حديقة عامة فوق تله مطلة على القدس وتبلغ مساحته 9000 متر مربع تقريبًا.

## مرافقه
يحتوي المتحف عل عدة مرافق وقاعات منها:
- زاوية المنبر الحر.
- زاوية مخصّصة لدعم حرية التعبير عن الرأي.
- المسرح المفتوح المصمَّم على الطريقة اليونانية القديمة والذي يتّسع لنحو 500 شخص.[8]
- قاعة الجليل لاستضافة الأمسيات والنشاطات؛ وسميت بالجليل تيمناً بمسقط رأس درويش.
- ضريح درويش.
- قاعة المتحف الذي يعرض فيه مقتنيات درويش الخاصة.

## وصلات خارجية
- تعرف على متحف محمود درويش في مدينة رام الله .... في برنامج التاريخ و الهوية على يوتيوب بواسطة تلفزيون فلسطين